# Бауэрман, Джей (биатлонист)
Уильям Джей Бауэрман (англ. William Jay Bowerman; род. 17 декабря 1942, Сиэтл, Вашингтон) — американский биатлонист. Участник зимних Олимпийских игр 1972 года.

## Биография
Джей Бауэрман родился 17 декабря 1942 года в американском городе Сиэтл.
Окончил среднюю школу Норт-Юджин, в 1966 году окончил Орегонский университет.
В 1969 году стал чемпионом США по биатлону.
В 1972 году вошёл в состав сборной США на зимних Олимпийских играх в Саппоро. На дистанции 20 км занял 45-е место, показав результат 1 час 29 минут 13,71 секунды и уступив 13 минут 18,21 секунды завоевавшему золото Магнару Сольбергу из Норвегии. В эстафете 4х7,5 км сборная США, за которую также выступали Питер Карнс, Терри Морс и Деннис Донахью, заняла 6-е место, показав результат 1:57.24,32, уступив 5 минут 39,40 секунды завоевавшей золото сборной СССР.
В дальнейшем жил в окрестностях американского города Бенд в штате Орегон, где работал учителем биологии в средней школе.

## Семья
Дед — Джей Бауэрман (1876—1957), американский политик. Отец — Билл Бауэрман (1911—1999), тренер по лёгкой атлетике в Орегонском университете.